# Carte Pastel
 (octobre 2021).
La carte Pastel est un support pour titres de transports existant depuis 2007. Elle est disponible sur les réseaux Tisséo, réseau urbain de l'agglomération toulousaine et initiateur du projet, Libéa, réseau urbain de l'agglomération d'Albi, les TER Occitanie, le réseau régional liO cars des départements de l'Ariège, de l'Aveyron, de la Haute-Garonne, des Hautes-Pyrénées, du Gers, du Lot, du Tarn et du Tarn-et-Garonne, et sur le service d'autopartage citiz. 
La carte de transport Pastel est équipée des technologies RFID.

## Histoire

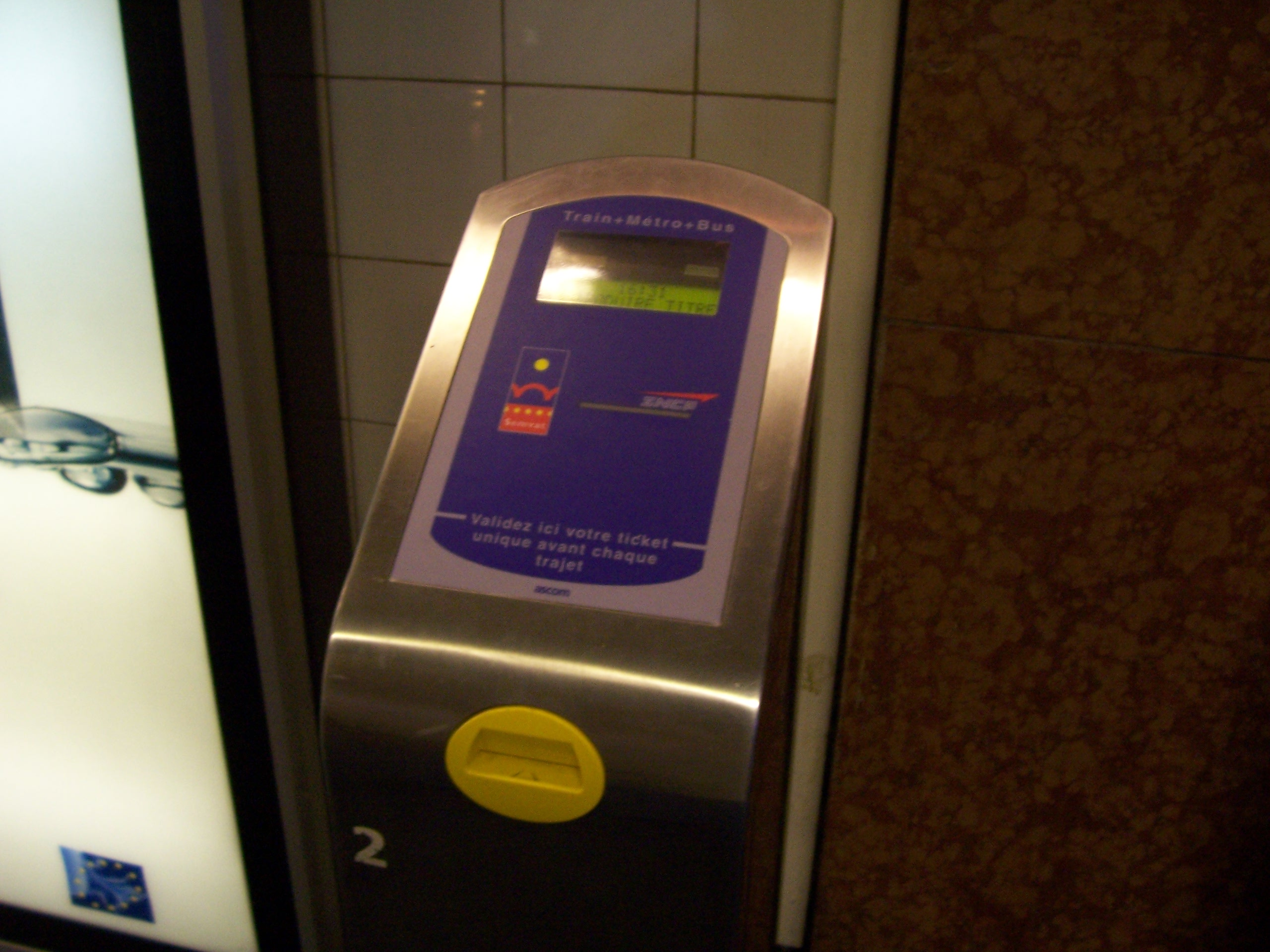
Un valideur Tisséo de tickets et de carte Pastel uniquement sur la ligne C.

En 2007, la carte Pastel fait son apparition sur le seul réseau Tisséo, à Toulouse et sur la ligne « RER », la ligne C du réseau de transports en commun de Toulouse, intégrée dans la tarification Tisséo depuis 2003, lors du cadencement de la ligne de Saint-Agne à Auch. En 2009 est trouvé un accord entre la région Midi-Pyrénées, la SNCF, Tisséo et le Conseil général de la Haute-Garonne, pour le Réseau Arc-en-ciel. La carte Pastel est acceptée dans les TER Midi-Pyrénées, les bus Arc-en-ciel en Haute-Garonne et toujours les bus, métro et tram de Tisséo. En 2010, Tarn'bus (réseau interurbain du Tarn) accepte la carte Pastel sur l'ensemble de son réseau. En septembre 2011, Albibus, le réseau urbain de bus d'Albi propose la carte Pastel à ses abonnés et usagers. Enfin, le réseau Alezan Bus a mis en place le système le 6 octobre 2014 pour les abonnés, elle fonctionne sur toutes les lignes.
Depuis 2009, Tisséo et la région Midi-Pyrénées cherchent à généraliser la carte Pastel sur tous les réseaux urbains et interurbains de la région Midi-Pyrénées.
Depuis la loi NOTRe la région Midi-Pyrénées et Languedoc-Roussillon ont fusionné pour devenir la Région Occitanie. Celle-ci est devenue AOM (Autorité organisatrice des transports interurbains et scolaires) et récupère la gestion des différents réseaux de département comme Réseau Arc-en-ciel ou Tarn'bus (réseau interurbain du Tarn) qui deviennent tous liO. Depuis, la carte Pastel est acceptée dans sur le réseaux liO cars des départements de l'Ariège, de l'Aveyron, de la Haute-Garonne, des Hautes-Pyrénées, du Gers, du Lot, du Tarn et du Tarn-et-Garonne. 

## Fonctionnement
Chaque réseau utilise des titres et abonnements différents pour la carte Pastel et peuvent être cumulés.

### Tisséo
La carte est valable sur toutes les lignes de bus ainsi que sur les lignes de métro, de tramway de l'agglomération toulousaine, et une ligne de trains urbains, la ligne C

#### Pastel+
Tisséo et la SNCF proposent également un abonnement nommé "Pastel+" permettant d'utiliser le réseau TER à l'échelle de la métropole toulousaine ainsi que le réseau Tisséo, à l'exception de la navette aéroport pour ce dernier.

### Réseau Arc-en-cieldeHaute-Garonne
Carte valable sur toutes les lignes départementales ainsi que les lignes HOP! :

### TER Occitanie
- Carte valable sur toutes les lignes SNCF exploitées par la région Occitanie.
- Carte non valable sur les trajets par TGV, Intercités ou toutes sortes de transports nationaux ou internationaux.

### TarnBus
Carte valable sur les 17 lignes régulières du réseau TarnBus et également sur la ligne T'ex

### Albibus
Carte valable sur le réseau Albibus depuis septembre 2011

### TLP Mobilités
La carte pastel est valable depuis le lundi 6 octobre 2014 sur toutes les lignes du réseau .

## Systèmes comparables
- Carte Pass Pass en région Nord-Pas-de-Calais puis Hauts-de-France
- Carte Oùra en région Rhône-Alpes puis Auvergne-Rhône-Alpes
- KorriGo en région Bretagne
- Carte JVmalin en région Centre-Val de Loire
- Carte Navigo en région Île-de-France